# Varuna

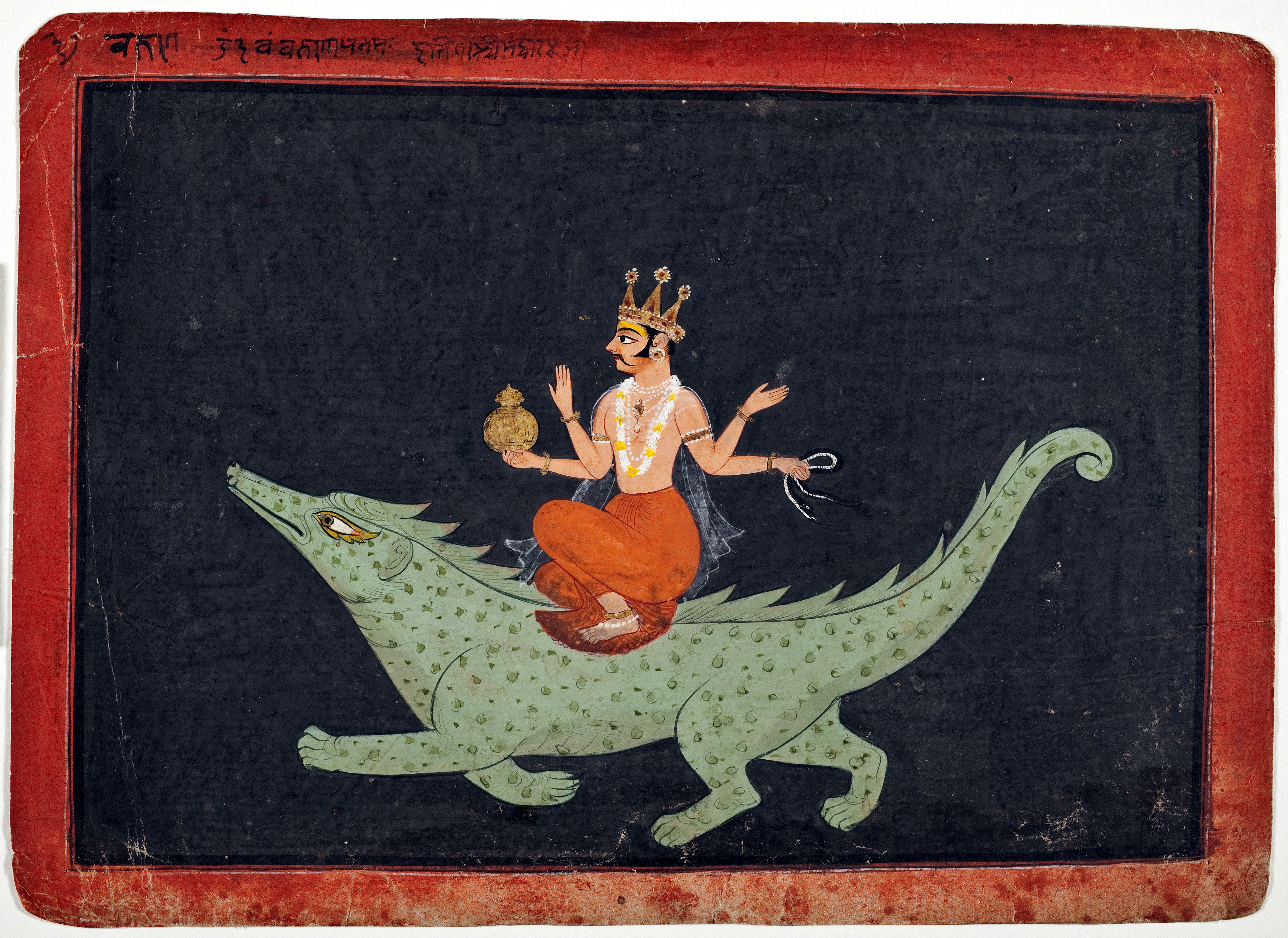
Varuna sobre la seva muntura Makara. Pintura del 1675-1700. India, Rajasthan.

Varuna (devanagari:वरुण, varuṇa) és un dels déus més importants del panteó hindú, conegut des de l'època prevèdica. Segons el vedisme, és el déu suprem que regeix l'ordre còsmic, i hom l'associa a Urà, a Týr i a Júpiter.
En la mitologia hindú, Varuna regeix els dos mons: s'encarrega del cel però també de l'inframon, i de la llei que regeix la Terra, aliat amb Mitra. Igualment és el patró dels mars i oceans. Té el do de l'omnipotència i per això pot atorgar la immortalitat als éssers humans que l'honorin. Se'l representa cavalcant un monstre semblant a un cocodril anomenat Makara.